# بدور (فلم)
بدور فيلم مصري من إنتاج عام 1974، تأليف وإخراج نادر جلال وبطولة نجلاء فتحي ومحمود ياسين ومجدي وهبة.

## قصة الفيلم
يتعرف عامل المجاري صابر على النشالة بدور التي تقرر التوبة، يدعي لأهل الحارة أنها ابنة عمه ويقيم في منزل المعلمة نوسة، يتوصل إليها ميمو - أحد أفراد العصابة ويشي بحقيقتها لأهل الحارة، ولكنهم لا يتخلوا عنها يتم أخيرًا قبول تظلم صابر ويرقى في عمله، تنشب حرب أكتوبر ويتم النصر والعبور، يعود صابر من المعركة مصابًا ويحتفل أهل الحارة بزواجه من بدور.

## بطولة
- نجلاء فتحي
- محمود ياسين
- مجدي وهبة
- هدى سلطان
- محمد رضا
- توفيق الدقن
- هالة فاخر
- محمد شوقي
- نعيمة الصغير
- أبو الفتوح عمارة
- أمل إبراهيم
- أحمد زكي
- علي مصطفى
- أحمد فؤاد

## روابط خارجية
- مقالات تستعمل روابط فنية بلا صلة مع ويكي بيانات